# Neritilia hawaiiensis
Neritilia hawaiiensis es una especie de molusco gasterópodo de la familia Neritidae en el orden de los Archaeogastropoda.

## Distribución geográfica
Es endémica de Hawái.